# Medved Bojan
Medved Bojan (tudi: Bojan) je animirana TV-serija za otroke avtorja, režiserja in scenarista Branka Ranitovića.
Režiserja sta bila Branko Ranitović in Dušan Povh, glavna animatorja pa sta Pavao Štalter in Zdenko Gašparović. Naslovna skladba je delo skladatelja Mojmirja Sepeta in kasneje še Lada Jakše. Risanka je nastala pri televizijski hiši RTV Ljubljana in VIBA filmu in zadnja - peta serija pri Filmskem skladu republike Slovenije inTV Slovenija. Premierno je bila predvajana leta 1978. Serija je trajala kar 21 let s 36 posnetimi epizodami.
Medvedek Bojan s tremi osnovnimi barvami domiselno ustvarja svoj svet. V ta svet pride njegov prijatelj s črno in belo barvo, ki slika ledenike.

## Seznam epizod

### Sezona 1 (1978/79)
| # | naslov  | režiser          | glasba      | montaža    | snemalec    | glavni risar  | animator        |
| - | ------- | ---------------- | ----------- | ---------- | ----------- | ------------- | --------------- |
| 1 | Jabolka | Branko Ranitović | Mojmir Sepe | Dušan Povh | Veka Kokalj | Pavao Štalter | Branislav Nemet |
| 2 | Mavrica | Branko Ranitović | Mojmir Sepe | Dušan Povh | Veka Kokalj | Pavao Štalter | Branislav Nemet |
| 3 | Čebele  | Branko Ranitović | Mojmir Sepe | Dušan Povh | Veka Kokalj | Pavao Štalter | Branislav Nemet |
| 4 | Sence   | Branko Ranitović | Mojmir Sepe | Dušan Povh | Veka Kokalj | Pavao Štalter | Branislav Nemet |
| 5 | Ribič   | Branko Ranitović | Mojmir Sepe | Dušan Povh | Veka Kokalj | Pavao Štalter | Branislav Nemet |
| 6 | Zima    | Branko Ranitović | Mojmir Sepe | Dušan Povh | Veka Kokalj | Pavao Štalter | Branislav Nemet |

### Sezona 2 (1980/81)
| #  | naslov            | režiser          | glasba      | montaža    | snemalec    | glavni risar  | animator             |
| -- | ----------------- | ---------------- | ----------- | ---------- | ----------- | ------------- | -------------------- |
| 7  | Lovec             | Branko Ranitović | Mojmir Sepe | Dušan Povh | Veka Kokalj | Pavao Štalter | Leopold Fabiani      |
| 8  | Športnik          | Branko Ranitović | Mojmir Sepe | Dušan Povh | Veka Kokalj | Pavao Štalter | Vjekoslav Radmilović |
| 9  | Slikar            | Branko Ranitović | Mojmir Sepe | Dušan Povh | Veka Kokalj | Pavao Štalter | Leopold Fabiani      |
| 10 | Gasilec           | Branko Ranitović | Mojmir Sepe | Dušan Povh | Veka Kokalj | Pavao Štalter | Leopold Fabiani      |
| 11 | Hišica            | Branko Ranitović | Mojmir Sepe | Dušan Povh | Veka Kokalj | Pavao Štalter | Vjekoslav Radmilović |
| 12 | Strah             | Branko Ranitović | Mojmir Sepe | Dušan Povh | Veka Kokalj | Pavao Štalter | Vjekoslav Radmilović |
| 13 | Piknik            | Branko Ranitović | Mojmir Sepe | Dušan Povh | Veka Kokalj | Pavao Štalter | Vjekoslav Radmilović |
| 14 | Rojstni dan       | Branko Ranitović | Mojmir Sepe | Dušan Povh | Veka Kokalj | Pavao Štalter | Leopold Fabiani      |
| 15 | Štirje letni časi | Branko Ranitović | Mojmir Sepe | Dušan Povh | Veka Kokalj | Pavao Štalter | Leopold Fabiani      |

### Sezona 3 (1984/85)
| #  | naslov       | režiser          | glasba      | montaža    | snemalec    | glavni risar  | animator        |
| -- | ------------ | ---------------- | ----------- | ---------- | ----------- | ------------- | --------------- |
| 16 | V cirkusu    | Branko Ranitović | Mojmir Sepe | Dušan Povh | Veka Kokalj | Pavao Štalter | Branislav Nemet |
| 17 | Fotograf     | Branko Ranitović | Mojmir Sepe | Dušan Povh | Veka Kokalj | Pavao Štalter | Branislav Nemet |
| 18 | Motorizacija | Branko Ranitović | Mojmir Sepe | Dušan Povh | Veka Kokalj | Pavao Štalter | Branislav Nemet |
| 19 | Alpinista    | Branko Ranitović | Mojmir Sepe | Dušan Povh | Veka Kokalj | Pavao Štalter | Branislav Nemet |
| 20 | Telovadca    | Branko Ranitović | Mojmir Sepe | Dušan Povh | Veka Kokalj | Pavao Štalter | Branislav Nemet |

### Sezona 4 (1986/88)
| #  | naslov        | režiser          | glasba      | montaža    | snemalec          | glavni risar  | animator        |
| -- | ------------- | ---------------- | ----------- | ---------- | ----------------- | ------------- | --------------- |
| 21 | Televizija    | Branko Ranitović | Mojmir Sepe | Dušan Povh | Franjo Malogorski | Pavao Štalter | Neven Petričić  |
| 22 | Zajtrk        | Branko Ranitović | Mojmir Sepe | Dušan Povh | Franjo Malogorski | Pavao Štalter | Neven Petričić  |
| 23 | Šofer         | Branko Ranitović | Mojmir Sepe | Dušan Povh | Franjo Malogorski | Pavao Štalter | Neven Petričić  |
| 24 | Zimski športi | Branko Ranitović | Mojmir Sepe | Dušan Povh | Franjo Malogorski | Pavao Štalter | Ljubica Heidler |
| 25 | Mornar        | Branko Ranitović | Mojmir Sepe | Dušan Povh | Franjo Malogorski | Pavao Štalter | Zvonimir Delač  |
| 26 | Atlet         | Branko Ranitović | Mojmir Sepe | Dušan Povh | Franjo Malogorski | Pavao Štalter | Zvonimir Delač  |

### Sezona 5 (1995-99)
| #  | naslov     | scenarij                       | režiser                        | glasba                    | montaža    | snemalec                        | glavni risar  | animator                     | leto produkcije |
| -- | ---------- | ------------------------------ | ------------------------------ | ------------------------- | ---------- | ------------------------------- | ------------- | ---------------------------- | --------------- |
| 27 | Strašilo   | Branko Ranitović in Dušan Povh | Branko Ranitović in Dušan Povh | Mojmir Sepe in Lado Jakša | Dušan Povh | Tomislav Gregl                  | Pavao Štalter | Zvonimir Delač               | 1996            |
| 28 | Golf       | Branko Ranitović in Dušan Povh | Branko Ranitović in Dušan Povh | Mojmir Sepe               | Dušan Povh | Tomislav Gregl in Franjo Senjak | Pavao Štalter | Darko Bučan                  | 1996            |
| 29 | Ribičija   | Branko Ranitović in Dušan Povh | Branko Ranitović in Dušan Povh | Mojmir Sepe               | Dušan Povh | Tomislav Gregl                  | Pavao Štalter | Darko Bučan                  | 1996            |
| 30 | Zmaj       | Branko Ranitović in Dušan Povh | Branko Ranitović in Dušan Povh | Mojmir Sepe               | Dušan Povh | Tomislav Gregl                  | Pavao Štalter | Darko Kreč                   | 1996            |
| 31 | Taborjenje | Branko Ranitović in Dušan Povh | Branko Ranitović in Dušan Povh | Mojmir Sepe in Lado Jakša | Dušan Povh | Tomislav Gregl                  | Pavao Štalter | Pavao Štalter in Darko Bučan | 1996            |
| 32 | Glasbenik  | Branko Ranitović in Dušan Povh | Branko Ranitović in Dušan Povh | Mojmir Sepe               | Dušan Povh | Tomislav Gregl in Franjo Senjak | Pavao Štalter | Zdenko Gašparović            | 1995            |
| 33 | Božič      | Branko Ranitović in Dušan Povh | Branko Ranitović in Dušan Povh | Mojmir Sepe               | Dušan Povh | Tomislav Gregl                  | Pavao Štalter | Darko Kreč                   | 1995            |
| 34 | Velika noč | Dušan Povh                     | Branko Ranitović               | Mojmir Sepe in Lado Jakša | Dušan Povh | Tomislav Gregl                  | Pavao Štalter | Darko Kreč                   | 1998            |
| 35 | Robinzon   | Dušan Povh                     | Dušan Povh                     | Mojmir Sepe in Lado Jakša | Dušan Povh | Tomislav Gregl                  | Pavao Štalter | Darko Bučan                  | 1998            |
| 36 | Varuška    |                                | Branko Ranitović               | Mojmir Sepe               | Dušan Povh | Tomislav Gregl                  | Pavao Štalter | Darko Kreč                   | 1999            |